# José Lameiro Bermúdez
José Lameiro Bermúdez (f. La Vega, 1 de noviembre de 1936) fue un político gallego.

## Trayectoria
Primo de Benigno Lameiro Bermúdez. Cuando se produjo el Golpe de Estado en España de julio de 1936, era miembro del Comité de Defensa de A Veiga. Luego se ocultó. Fue quemado vivo cuando varios efectivos de los Benemérita y algunos falangistas prendieron fuego a la casa donde se escondía y desde la que los enfrentó y logró herir a dos guardias civiles, el 1 de noviembre de 1936.